# Iziphya spenceri
Iziphya spenceri är en insektsart. Iziphya spenceri ingår i släktet Iziphya och familjen långrörsbladlöss. Inga underarter finns listade i Catalogue of Life.